# Teoría de twistores
La teoría de twistores (o tuistores) es una teoría matemática propuesta inicialmente por Roger Penrose en 1967, que mapea los objetos geométricos del espacio-tiempo tetradimensional (espacio de Minkowski) en objetos geométricos del espacio complejo tetradimensional con signatura métrica (2, 2).  Las coordenadas en tal espacio se denominan twistores. La teoría de twistores resulta especialmente adecuada para solucionar las ecuaciones del movimiento de los campos sin masa de espín arbitrario.

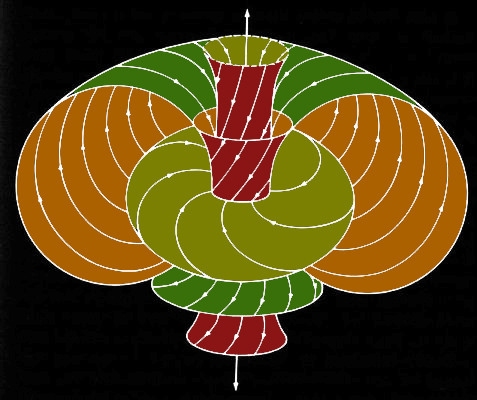
Un rayo de luz (fotón) como un twistor según la teoría de Roger Penrose

Durante un tiempo se tuvo la esperanza de que la teoría de twistores constituyera por sí misma un camino directo hacia la gravedad cuántica, pero esto, en la actualidad, se considera poco probable.

## Panorama general
En vez de tratar de explicar cómo las partículas se mueven e interactúan dentro del espacio y del tiempo, la teoría de los twistores propone que el espacio y el tiempo son construcciones secundarias que emergen desde un nivel más profundo de la realidad. En gravedad cuántica se considera habitualmente que la geometría del espacio-tiempo debe fluctuar a escalas cuánticas, alterando cómo los eventos se relacionan entre sí. Debido a estas fluctuaciones cuánticas del espacio-tiempo, un evento que se supone es la causa de otro, puede no serlo, rompiendo la noción de tiempo real y de causalidad, y creando paradojas como las encontradas en las historias de viajes en el tiempo. En la teoría de los twistores, por el contrario, las secuencias causales son primarias, y no fluctúan. En cambio, el lugar y la duración de los eventos si lo hacen.
Los twistores son una generalización de una teoría anterior, la de los espinores de Paul Dirac (ver espinor de Dirac), donde se describía el espín de las partículas a la luz de la teoría de la relatividad y la mecánica cuántica. Los twistores son estructuras matemáticas que definen el movimiento y el espín de las partículas y constituyen los "puntos" de un espacio de cuatro dimensiones complejas (ocho dimensiones "reales"). En una analogía, un twistor se puede representar como una familia retorcida de círculos, situada en un sistema de rosquillas encajadas unas dentro de otra. El propio sistema así construido se desplazaría en su totalidad a la velocidad de la luz. En la teoría de los twistores, el concepto de espacio-tiempo se desvanece como consecuencia del principio de incertidumbre, dando regiones difusas. Los twistores individuales representan partículas sin masa, es decir, los bosones. Las partículas con masa o fermiones quedan determinadas por dos o más twistores. Dos de ellos describen los electrones y el resto de leptones. Tres, los protones, neutrones y otros hadrones. Las partículas exóticas como, por ejemplo, algunos quarks, están modelados por más de tres twistores. Las fuerzas se contemplan como deformaciones del espacio twistor. Los bosones distorsionarían el espacio-tiempo porque son portadores ellos mismos de distorsiones, esto es, los propios twistores.
Los twistores tienen una curvatura de tipo helicoidal que describe la quiralidad de las partículas, las vulneraciones de la paridad en interacciones débiles, tal vez la distinción entre carga positiva y carga negativa y, posiblemente también, el sentido único del tiempo. La teoría de twistor surgió con el convencimiento de que la ausencia de antimateria no era exclusivamente una consecuencia de la ruptura de la simetría (ver ruptura espontánea de simetría) como se sugirió en las TGU y en sus ideas sobre las simetrías CPT. La teoría de twistor es asimétrica respecto de la carga, la quiralidad y el tiempo, por lo que parece estar de acuerdo a la aparente vulneración de la simetría CPT en gravedad y cosmología cuántica. De hecho, atendiendo a las ecuaciones de esta teoría, el sentido del tiempo no es algo que haya adquirido el universo después del Big bang. Apareció en la estructura esencial del vacío primigenio.

## Detalles
La teoría de twistores es aplicable sólo a un espacio 4D de Minkowski y a la signatura métrica (2,2), y no se generaliza a otras dimensiones o signaturas métricas. En el corazón de la teoría twistor radica el isomorfismo entre el grupo conforme Spin(4,2) y la SU(2,2), que es el grupo de transformaciones unitarias de determinante 1 sobre un espacio vector complejo 4D. Estas transformaciones dejan invariante una norma Hermitiana de signatura (2,2).
- {\displaystyle \mathbb {R} ^{6}} es el espacio vector 6D real correspondiente a la representación vectorial de Spin (4,2).

- {\displaystyle \mathbf {R} \mathbb {P} ^{5}} es la representación proyectiva 5D real correspondiente a la clase de equivalencia de puntos distintos de cero en {\displaystyle \mathbb {R} ^{6}} bajo la multiplicación escalar.

- {\displaystyle \mathbb {M} ^{c}} se corresponde con el subespacio de {\displaystyle \mathbf {R} \mathbb {P} ^{5}} correspondiente a los vectores de norma cero. Esto es espacio de Minkowski conformemente compactado.

- {\displaystyle \mathbb {T} } es la representación espinor Weyl complejo 4D y se llama espacio twistor. Tiene una norma invariante hermitiana sesquilineal de signatura (2,2).

- {\displaystyle \mathbb {PT} } es una variedad compleja 3D correspondiente al espacio twistor proyectivo.

- {\displaystyle \mathbb {PT} ^{+}} es el subespacio de {\displaystyle \mathbb {PT} } correspondiente a twistores proyectivos con norma positiva (el signo de la norma, pero no su valor absoluto es proyectivamente invariante). Este es una variedad compleja 3D.

- {\displaystyle \mathbb {PN} } es el subespacio de {\displaystyle \mathbb {PT} } que consiste en twistores proyectivos nulos (norma cero). Este es una variedad real-compleja (es decir, tiene 5 dimensiones reales, con cuatro de las dimensiones reales teniendo una estructura compleja haciéndolas dos dimensiones complejas).

- {\displaystyle \mathbb {PT} ^{-}} es el subespacio de {\displaystyle \mathbb {PT} } de twistores proyectivos con norma negativa.

{\displaystyle \mathbb {M} ^{c}}, {\displaystyle \mathbb {PT} ^{+}}, {\displaystyle \mathbb {PN} } y {\displaystyle \mathbb {PT} ^{-}} son todos los espacios homogéneos del grupo conformal.
{\displaystyle \mathbb {M} ^{c}} admite una métrica conforme (es decir, una clase de equivalencia de los tensores métricos bajo el reescalado Weyl) con la signatura (+ + + -). Rayos nulos rectos mapean a los rayos nulos consecutivos bajo una transformación conforme y hay un único isomorfismo canónico entre los rayos nulos en  {\displaystyle \mathbb {M} ^{c}} y los puntos en {\displaystyle \mathbb {PN} } respetando el grupo conforme.
En {\displaystyle \mathbb {M} ^{c}}, es el caso en que las soluciones de frecuencia positivas y negativas no pueden ser localmente separadas. Sin embargo, esto es posible en el espacio twistor.
{\displaystyle \mathbb {PT} ^{+}\simeq \mathrm {SU} (2,2)/\left[\mathrm {SU} (2,1)\times \mathrm {U} (1)\right]}

## La teoría de cuerdas twistor
Durante muchos años después de la publicación de Penrose en 1967, la teoría de twistor progresaba muy lentamente, en parte debido a problemas matemáticos. La teoría de twistor tampoco parecía relacionado con las ideas de la física contemporánea. Mientras que la teoría de twistor parecía decir algo sobre la gravedad cuántica, sus posibles contribuciones para la comprensión de las otras fuerzas fundamentales y de la física de partículas eran menos evidentes.
La teoría de twistores no logró precisar en qué consiste las fluctuaciones del lugar y la duración de los eventos, hasta que los teóricos de cuerdas mostraron que un evento de localización y tiempo ambiguos era en realidad una cuerda.
La teoría de cuerdas tenía una prometedora explicación para la creación de un espacio, pero no podían hacerla funcionar. Se conjeturó que las partículas moviéndose en cuatro dimensiones pueden comportarse simplemente como cuerdas interaccionando en cinco dimensiones. Lamentablemente este mecanismo sólo producía una dimensión espacial altamente curvada. Usando twistores, se consiguió demostrar cómo todas las dimensiones del espacio ordinario, incluido el tiempo, pueden aparecer.
Edward Witten fue quien propuso la conexión entre la teoría de cuerdas y la geometría twistor, llamando a esta unificación: teoría de cuerdas twistor. Desarrolló la manera de hacer teoría de cuerdas en un espacio twistor, cuya dimensionalidad era necesariamente la misma que la del espacio-tiempo 3 +1 de Minkowski. La teoría de cuerdas twistor es, por tanto, una posible manera de eliminar la necesidad de más de tres dimensiones espaciales cuando se trabaja con una teoría de (super)cuerdas. Aunque Witten afirmó que creía que la teoría de cuerdas twistor era algo que sólo funcionaba en parte, su trabajo ha dado nueva vida al programa de investigación twistor. Por ejemplo, la teoría de cuerdas twistor puede simplificar el cálculo de la dispersión de amplitudes de los diagramas de Feynman.

## Supertwistores
La teoría de cuerdas twistor de Witten se define en el espacio supertwistor. Los supertwistores son una extensión supersimétrica de twistores introducida por Alan Ferber. Junto con los grados de libertad twistores estándar, un supertwistor contiene N escalares fermiónicos, donde N es el número de supersimetrías. El álgebra superconforme puede ser realizada en el espacio supertwistor.

### Trabajos recomendados
- Baird, Paul "An Introduction To Twistors"
- Penrose, Roger (1967), «Twistor algebra», Journal of Mathematical Physics 8 (2): 345-366, Bibcode:1967JMP.....8..345P, MR 0216828, doi:10.1063/1.1705200, archivado desde el original el 12 de enero de 2013, consultado el 31 de agosto de 2012.
- Penrose, Roger (1968), «Twistor quantisation and curved space-time», International Journal of Theoretical Physics (Springer Netherlands) 1: 61-99, Bibcode:1968IJTP....1...61P, doi:10.1007/BF00668831.
- Penrose, Roger (1969), «Solutions of the Zero‐Rest‐Mass Equations», Journal of Mathematical Physics 10 (1): 38-39, Bibcode:1969JMP....10...38P, doi:10.1063/1.1664756, archivado desde el original el 12 de enero de 2013, consultado el 31 de agosto de 2012.
- Penrose, Roger (1977), «The twistor programme», Reports on Mathematical Physics 12 (1): 65-76, Bibcode:1977RpMP...12...65P, MR 0465032, doi:10.1016/0034-4877(77)90047-7.
- Penrose, Roger  (1987) "On the Origins of Twistor Theory Archivado el 29 de agosto de 2005 en Wayback Machine." in Gravitation and Geometry, a volume in honour of I. Robinson. Naples: Bibliopolis.
- Penrose, Roger (1999) "The Central Programme of Twistor Theory, Archivado el 28 de agosto de 2005 en Wayback Machine." Chaos, Solitons and Fractals 10: 581-611.
- Arkani-Hamed, Nima; Cachazo, Freddy; Cheung, Clifford; Kaplan, Jared (2009) "The S-Matrix in Twistor Space."
- Witten, Edward (2003), «Perturbative Gauge Theory As A String Theory In Twistor Space», Communications in Mathematical Physics 252: 189-258, Bibcode:2004CMaPh.252..189W, arXiv:hep-th/0312171, doi:10.1007/s00220-004-1187-3.